# Gordon E. Sawyer Award
Der Gordon E. Sawyer Award ist ein Ehrenoscar, welcher von der Academy of Motion Picture Arts and Sciences an eine Einzelperson für besondere Leistungen im wissenschaftlich-technischen Bereich der Filmindustrie verliehen wird. Der Preis wurde nach Gordon E. Sawyer, dem technischen Leiter der Tonabteilung bei den Samuel Goldwyn Studios und Mitglied des wissenschaftlich-/technischen Komitees der Academy (Scientific and Technical Awards Committee) in den Jahren 1936 bis 1977, benannt. Im Jahr 1982 wurde dieser Preis erstmals verliehen. Dieser Ehrenpreis wird nicht notwendigerweise jedes Jahr, sondern nur nach Vorschlag der Mitglieder des wissenschaftlich-/technischen Komitees der Academy verliehen.

## Preisträger
- 1982: Joseph Walker
- 1983: John O. Aalberg
- 1984: John G. Frayne
- 1985: Linwood G. Dunn
- 1988: Fred Hynes
- 1989: Gordon Henry Cook
- 1990: Pierre Angénieux
- 1991: Stefan Kudelski
- 1992: Ray Harryhausen
- 1993: Erich Kästner
- 1994: Petro Vlahos
- 1996: Donald C. Rogers
- 1998: Don Iwerks
- 2000: Roderick T. Ryan
- 2001: Irwin W. Young
- 2002: Ed Di Giulio
- 2004: Peter D. Parks
- 2005: Takuo Miyagishima
- 2006: Gary Demos
- 2007: Ray Feeney
- 2008: David Grafton
- 2009: Edwin Catmull
- 2012: Douglas Trumbull
- 2014: Peter Anderson
- 2015: David W. Gray
- 2018: Jonathan Erland
- 2023: Iain Neil